# Gösta Ekroth

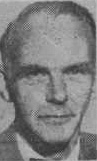
Gösta Ekroth

Karl Erik Gösta Ekroth, född 30 juli 1912 i Mönsterås församling, Kalmar län, död 12 januari 1996 i Helsingborgs Gustav Adolfs församling, Helsingborg, var en svensk arkitekt.
Ekroth, som var son till disponent Oskar Ekroth och Ebba Hårleman, avlade studentexamen 1931 och utexaminerades som arkitekt från Kungliga Tekniska högskolan 1939. Han var verksam i Västerås från 1942, dels som anställd hos stadsarkitekt Sven Ahlbom, dels genom privat arkitektverksamhet till 1978. Han ritade på 1950-talet bland annat lamellhus vid Jakobsbergsplatsen i stadsdelen Jakobsberg, vilka anses ha särskilt kulturhistoriskt värde. Tillsammans med Bertil Tideström ritade han Mikaelikyrkan i Västerås (1966).